# Krstićevo
Krstićevo (en serbe cyrillique : Крстићево) est un village de Serbie situé dans la municipalité de Crna Trava, district de Jablanica. Au recensement de 2011, il comptait 21 habitants.

## Démographie
| 1948 | 1953 | 1961 | 1971 | 1981 | 1991 | 2002 | 2011 |
| ---- | ---- | ---- | ---- | ---- | ---- | ---- | ---- |
| 303  | 274  | 243  | 150  | 71   | 53   | 24   | 21   |

|  |